# Terrence Pegula

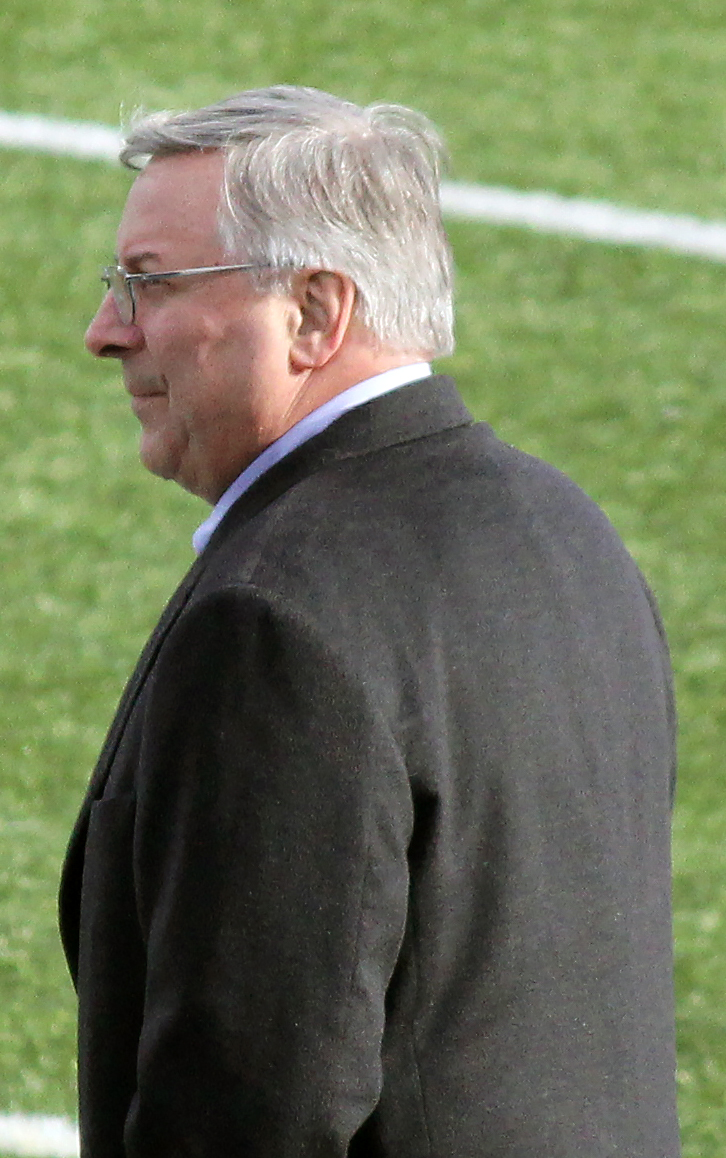
Terrence Pegula

Terrence Michael „Terry“ Pegula (* 27. März 1951 in Carbondale, Pennsylvania) ist ein US-amerikanischer Unternehmer und Besitzer des NFL-Teams Buffalo Bills sowie des NHL-Teams Buffalo Sabres.

## Werdegang
Terrence Pegula besuchte das Gymnasium (Preparatory School) in Scranton und nahm im Anschluss ein Studium der Mathematik an der Pennsylvania State University auf, das er 1973 als Bachelor of Science (B.Sc.) abschloss. Anschließend arbeitete er in der erdölfördernden Industrie, zunächst bei Getty Oil in Victoria (Texas), dann bei der Felmont Oil Co., für die er seit 1975 in Olean (New York) tätig war. Im Jahr 1983 gründete er die Firma East Resources, die ebenfalls in der Erdöl- und Erdgasbranche aktiv war. 2010 verkaufte er die mittlerweile zu einem Großunternehmen angewachsene Industrie für insgesamt 6,45 Milliarden Dollar. Den größten Anteil erwarb die Royal Dutch Shell.
Nach dem Verkauf seines Unternehmens wandte sich Pegula dem Sportgeschäft zu. Am 18. Februar 2011 erwarb er vom vereinnahmten Geld die Holdinggesellschaft Hockey Western New York LLC. Mit diesem Kauf wurde er Eigentümer der Sportvereine Buffalo Sabres aus der National Hockey League und Buffalo Bandits aus der National Lacrosse League. Im Juni 2011 erweiterte er seinen Einfluss, indem er die Rochester Americans aus der American Hockey League kaufte. Am 9. September 2014 erfolgte der Erwerb des NFL-Franchise Buffalo Bills.

## Vermögen
Sein Vermögen wurde von Forbes Anfang September 2024 auf 7,7 Milliarden US-Dollar geschätzt. Damit belegt er Platz 378 auf der Forbes-Liste der reichsten Menschen der Welt. Gemeinsam mit seiner Frau ist er an zahlreichen Unternehmen beteiligt, von denen wiederum eine große Anzahl Tochtergesellschaften hat. Sie reichen von der Öl- und Gasindustrie über die Sportfranchises bis hin zu einem unabhängigen Countrymusiklabel. Des Weiteren ist er Eigentümer des HarborCenter in Buffalo.

## Wahlkampfspenden
Bis 2014 spendete Pegula mindestens 940.000 US-Dollar für den Wahlkampf von Politikern, die meisten davon Mitglieder der Republikanischen Partei. Die Spendenempfänger waren unter anderem Tom Corbett, Senator von Pennsylvania und Scott Brown, ehemaliger Senator von Massachusetts sowie der republikanische Präsidentschaftskandidat Mitt Romney, der allein mehr als 150.000 US-Dollar erhielt. Bei den Gouverneurswahlen 2014 spendeten sie 25.000 US-Dollar für den amtierenden New Yorker Gouverneur Andrew Cuomo, Mitglied der Demokratischen Partei.

## Privatleben
Pegula lebt mit seiner Familie in Boca Raton, Florida. Er ist in zweiter Ehe verheiratet und hat insgesamt fünf Kinder. Aus der ersten Ehe hat er zwei Kinder und aus der zweiten Ehe drei Kinder, darunter Jessica Pegula, die Profitennisspielerin ist. Seine Ehefrau Kim ist CEO der Firma Pegula Sports and Entertainment, in der alle Sportaktivitäten zusammengefasst sind.